# 미슈텍인

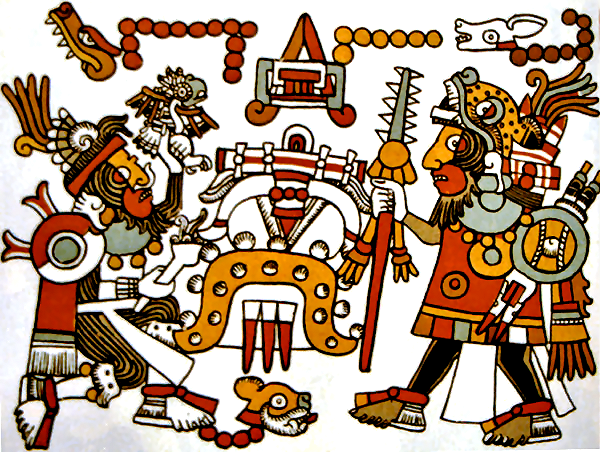
Codex Zouche-Nuttall에 묘사된 미스텍의 왕과 군사지도자

미슈텍인(Mixtec, 스페인어: Mixtecos)는 메소아메리카의 원주민 집단 중 하나로, 멕시코 오아하카주의 라 미스테카(La Mixteca) 지역과 푸에블라주, 게레로주 일부 지역에 거주한다. 이들은 1523년 스페인 제국에 정복될 때까지 특유의 미슈텍 문화를 이루었다. 이들의 언어인 미슈텍어는 오토망게어족에 속하였다.
콜럼버스 이전 시대에 미슈텍 왕국들은 서로 경쟁하기도 동맹을 맺기도 하였으며, 중앙 협곡 지역의 사포텍 왕국들과도 경쟁이나 동맹 관계를 맺었다. 이들은 16세기 스페인의 멕시코 원정 중에 주변의 원주민 국가들처럼 스페인 세력에 정복되었다. 오늘날에는 약 80만 명의 미슈텍인이 멕시코나 미국에 거주하고 있다.

## 같이 보기
- 사포텍인